# Arturo Giolito
José Arturo Giolito Valenzuela, más conocido como Giolito (Concepción, 21 de mayo de 1932-Santiago, 24 de noviembre de 2008) fue un baterista y percusionista chileno, fundador y líder de la banda de cumbia chilena Giolito y su Combo.

## Biografía
Nació en Concepción el 21 de mayo de 1932. Estudió música en el Conservatorio Laurencia Contreras de su ciudad natal, y posteriormente en el Conservatorio Nacional de Música en Santiago, dependiente de la Universidad de Chile. Compuso la música para el ballet "El grito" de la Orquesta Sinfónica de Chile, y fundó el grupo de percusión "Novarum" en la Universidad Católica.
Mientras estaba en el Conservatorio, se integró a la orquesta de música tropical "Ritmo y Juventud", formada en 1958 con exintegrantes del grupo "Los Peniques". En la década de 1960 también formó parte de los grupos "Pat Henry y los Diablos Azules" (1964-1966), y Los Primos. Luego se radicó por un tiempo en los Estados Unidos de Norteamérica, donde incluso se presentó junto a Tito Puente. Allí fue seleccionado para participar en el Festival de la Canción Latinoamericana en Nueva York.
En 1968 conformó su propia banda, Giolito y su Combo, con la cual grabó unos 50 álbumes. Paralelamente fue baterista de la orquesta del programa Sábados Gigantes —dirigida por Valentín Trujillo— por más de 20 años, antes que el programa se trasladara a Miami.
El 22 de febrero de 2008 se presentó junto a su banda en el XLIX Festival Internacional de la Canción de Viña del Mar. Pocos meses más tarde, el 24 de noviembre del mismo año, falleció producto de un cáncer de estómago. Giolito y su Combo continuó tras su muerte, ahora liderada por su hijo Bruno Giolito.